# Edy Reinalter
Romedi «Edy» Reinalter (* 24. Dezember 1920 in St. Moritz; † 19. November 1962 in Tschagguns) war ein Schweizer Skirennfahrer. Er ist der einzige Schweizer, der im Slalom Olympiasieger wurde. Von seinem Vornamen «Romedi» wurde «Edi» oder «Edy» abgeleitet.

## Biografie
Reinalter war Mitglied der so genannten Guardia Grischa, einer Gruppe von Bündner Skifahrern, die in den Jahren nach dem Zweiten Weltkrieg die internationalen Wettbewerbe beherrschten. Er hatte den Mechanikerberuf erlernt, wurde danach aber Skilehrer. Diesen Beruf gab er auf, um an den Olympischen Spielen teilnehmen zu können. In der letzten Zeit vor den Olympischen Spielen in St. Moritz war er Angestellter des St. Moritzer Kurvereins.
Eine Sternstunde seiner Karriere erlebte er bei den Olympischen Winterspielen 1948, die in seinem Heimatort St. Moritz ausgetragen wurden. Nachdem er im Slalomwettbewerb nach dem 1. Durchgang noch an dritter Stelle gelegen hatte, setzte er sich im 2. Durchgang mit Laufbestzeit an die Spitze des Feldes und wurde mit fünf Zehntel Vorsprung auf den Franzosen James Couttet Olympiasieger und Weltmeister. Dies blieb der grösste internationale Erfolg in Reinalters sportlicher Laufbahn. Daneben nahm er in St. Moritz auch an der Abfahrt teil und kam dort auf den 22. Platz. In der Kombination erreichte er Platz 10. Fünf Jahre zuvor, 1943, war er Schweizer Meister im Slalom.
Am 19. November 1962 erschoss sich Reinalter im Alter von 41 Jahren während eines Jagdaufenthalts in Schruns im Vorarlberg versehentlich bei der Reinigung seines Jagdgewehrs. Er hatte eine im Lauf steckende Patrone übersehen.

## Erfolge

### Olympische Winterspiele/Alpine Skiweltmeisterschaften
- St. Moritz 1948: 1. Slalom, 10. Kombination, 22. Abfahrt

### Schweizer Meisterschaften
- 1943: 1. Slalom